# Erannis transbaikalica
Erannis transbaikalica är en fjärilsart som beskrevs av Eugen Wehrli 1938. Erannis transbaikalica ingår i släktet Erannis och familjen mätare. Inga underarter finns listade i Catalogue of Life.